# Bosmoreau-les-Mines
Bosmoreau-les-Mines è un comune francese di 252 abitanti situato nel dipartimento della Creuse nella regione della Nuova Aquitania.

## Società

### Evoluzione demografica
Abitanti censiti